# Clorito de potássio

O clorito de potássio é um composto químico de fórmula química KClO2. A solução aquosa de clorito de potássio é alcalina (pH > 7) pois ocorre hidrólise do ânion e possui aplicação em medicina.
Apresenta decomposição térmica e radiolítica (por radiações, especialmente raios gama).
3 ClO2- → Cl- + 2 ClO3-